# ابردرف-اشپاخباخ
ابردرف-اشپاخباخ (به فرانسوی: Oberdorf-Spachbach) یک کمون در فرانسه با جمعیت ۳۵۱ نفر است که در Canton of Wœrth واقع شده‌است.